# Samuel Sterett
Samuel Sterett (ur. 1758, zm. 12 lipca 1833) – amerykański polityk.
W latach 1791–1793 podczas drugiej kadencji Kongresu Stanów Zjednoczonych był przedstawicielem czwartego okręgu wyborczego w stanie Maryland w Izbie Reprezentantów Stanów Zjednoczonych.